# 融兴街站
融兴街站是一个位于中国北京市大兴区瀛海镇瑞合路与瑞合东一街交叉口，属于北京地铁亦庄有轨电车T1线的有轨电车站。

## 结构
| 地面 | 侧式站台，右側開门           | 侧式站台，右側開门 |
| 地面 | █ 亦庄T1线往屈庄（終點站）   |                    |
| 地面 | █ 亦庄T1线往定海园（瑞合庄） |                    |
| 地面 | 侧式站台，右側開門           |                    |